# Marianów (gmina Nowy Kawęczyn)
Marianów – wieś w Polsce położona w województwie łódzkim, w powiecie skierniewickim, w gminie Nowy Kawęczyn.
W latach 1975–1998 miejscowość należała administracyjnie do województwa skierniewickiego.